# Nancy Drew (série de televisão)
Nancy Drew é uma série de televisão norte-americana de drama e mistério baseada no personagem titular. A série foi adaptada para a The CW por Noga Landau, Josh Schwartz e Stephanie Savage, e é produzida pela CBS Television Studios, em associação com o Fake Empire Productions.
É a terceira série de televisão de Nancy Drew, seguindo de The Hardy Boys / Nancy Drew Mysteries (1977–1979) e uma versão canadense-americana de 1995. O desenvolvimento de uma nova série de televisão começou em 2015 na CBS, mais tarde na NBC. Em 2018, o projeto foi para a The CW, onde foi encomendado um episódio piloto.
A série é narrada e protagonizada pela detetive amadora Nancy Drew, interpretada por Kennedy McMann, e apresenta um elenco com versões reimaginadas dos personagens dos livros: Leah Lewis como George Fan, Maddison Jaizani como Bess Marvin, Tunji Kasim como Ned Nickerson e Scott Wolf como Carson Drew. Também estrelam Alex Saxon, Alvina August e Riley Smith como novos personagens inventados para a série.
A série estreou em 9 de outubro de 2019 com críticas mistas. No Brasil, a primeira temporada da série estreou na Globoplay no dia 5 de junho de 2020.
Em outubro de 2019, a The CW encomendou uma temporada completa e, em janeiro de 2020, a série foi renovada para uma segunda temporada que estreou em 20 de janeiro de 2021. Em fevereiro de 2021, a série foi renovada para uma terceira temporada que estreou em 8 de outubro de 2021. Em março de 2022, a série foi renovada para uma quarta temporada. Em 26 de outubro de 2022, a rede The CW anunciou que a quarta temporada será a última; é o resultado de mudança de gestão na emissora americana.

## Premissa
Depois que os planos da faculdade de Nancy Drew, de 18 anos, são suspensos, ela se envolve em um mistério fantasmagórico quando ela e seus quatro amigos são testemunhas (e suspeitos) de um assassinato e se unem para encontrar a pessoa responsável.

## Elenco e personagens

### Principal
- Kennedy McMann como Nancy Drew, uma brilhante ex-detetive adolescente cujo senso de si costumava vir da solução de mistérios, mas que se vê relutantemente envolvida em um caso de assassinato conectado à sua família. Isso a leva a retomar sua antiga carreira com a ajuda de um grupo de amigos próximos. No final da primeira temporada, ela descobre que os Drews não são seus pais biológicos e que ela é realmente um membro da rica e corrupta família Hudson.[10][11]
- Leah Lewis como Georgia "George" Fan, a velha inimiga de Nancy no ensino médio e sua chefe no restaurante local, The Bayside Claw, que ela mais tarde compra com a ajuda de Ned.[12][11]
  - Lewis também interpreta a voz de Odette (temporada 2), um espírito anteriormente vingativo no corpo de George.
- Maddison Jaizani como Bess Marvin, uma garota rica da cidade com um passado misterioso que trabalha como garçonete com Nancy no The Bayside Claw[12][11]
- Tunji Kasim como Ned "Nick" Nickerson, um ex-condenado adolescente e jogador de futebol que agora administra uma oficina de automóveis. Ele é o ex-namorado secreto de Nancy[13][11]
- Alex Saxon como Ace, o zen e amável lava-louças / cozinheiro do The Bayside Claw com um segredo a esconder. Ele usa suas habilidades de hacker para ajudar o grupo.[12][11]
- Alvina August como Detetive Karen Hart (temporada 1), uma investigadora do departamento de polícia de Horseshoe Bay que está namorando Carson, o pai de Nancy, mas mais tarde é demitida e presa por interferir em uma investigação policial. August é creditada até em "The Haunting of Nancy Drew".[12][11][a]
- Riley Smith como Ryan Hudson, um socialite bonito e rico que é o marido da vítima de assassinato Tiffany Hudson. Ele repetidamente cruza o caminho de Nancy em sua busca para usurpar o controle da fortuna de sua família de seus pais, que o tratam como um fracasso. No final da 1ª temporada, é revelado que ele é o pai biológico de Nancy Drew e que sua mãe era Lucy Sable.[14]
- Scott Wolf como Carson Drew, um advogado de defesa criminal e pai viúvo de Nancy, cujas tentativas de se conectar com Nancy desde a morte de sua mãe falharam. Carson é o pai adotivo de Nancy e secretamente a adotou com sua esposa Katherine, de acordo com os desejos de sua mãe biológica.[15][11]

### Recorrente
- Ariah Lee como Ted Fan, uma das irmãs mais novas de George
- Anthony Natale como Thom, o pai de Ace e ex-capitão da polícia de Horseshoe Bay. Ele é surdo e se comunica com a linguagem de sinais
- Katie Findlay como Lisbeth (temporada 1), uma mulher que trabalha para a família Hudson e o interesse amoroso de Bess. Ela é secretamente uma policial da polícia estadual de Maine
- Teryl Rothery como Celia Hudson, mãe de Ryan e esposa de Everett
- Martin Donovan (temporada 1) / Andrew Airlie (temporada 2) como Everett Hudson (temporadas 1–2), pai de Ryan e marido de Celia. Ele é um membro poderoso da família Hudson.
- Judith Maxie como Diana Marvin, a tia rica de Bess que manipula sua sobrinha para fazer coisas questionáveis para o bem da família.
- Carmen Moore como Hannah Gruen (temporada 2; convidada temporadas 1–3), uma mulher que trabalha na Sociedade Histórica
- Liza Lapira como Victoria Fan (temporada 1; convidada temporada 2), mãe de George, que sabe muitas coisas sobre fantasmas.
- Adam Beach como Chefe E.O. McGinnis (temporada 1), o xerife de Horseshoe Bay e o chefe de Karen. Ele não gosta do talento de Nancy por interferir nas investigações policiais, mas ocasionalmente a ajuda de qualquer maneira. Ele eventualmente deixa Horseshoe Bay para trabalhar em uma cidade diferente, após enfrentar acusações de incompetência na investigação da morte de Lucy Sable.
- Sinead Curry como Tiffany Hudson (temporada 1), esposa de Ryan, assassinada no episódio piloto. A investigação de Nancy revela que ela foi morta pelo meio-irmão de Lucy.
- Stephanie Van Dyck como Lucy Sable, uma garota morta há 19 anos e foi revelado no final da primeira temporada que ela é a mãe biológica de Nancy.
- Sara Canning como Katherine Drew (temporada 1), a mãe de Nancy que faleceu de câncer de pâncreas um ano antes
- Miles Gaston Villanueva como Owen (temporada 1), o descendente de um clã rico com laços com os Hudsons e um aliado potencial e interesse amoroso para Nancy. Ele morre por se recusar a chamar Nancy lá em cima na festa de aniversário que Bess organizou para tia Diana. Mais tarde, é descoberto que a morte de Owen foi por causa de Joshua e não da Aglaeca.[16]
- Stevie Lynn Jones como Laura Tandy (temporada 1), irmã de Tiffany, que suspeita que sua irmã tenha sido assassinada e empurra para uma investigação mais aprofundada.
- Kenneth Mitchell como Joshua Dodd (temporada 1), meio-irmão de Lucy Sable
- Zoriah Wong como Charlie Fan (temporada 2–presente; convidada temporada 1), a filha mais nova dos Fan e uma das irmãs mais novas de George
- Geraldine Chiu como Jesse Fan (temporada 2–presente), a segunda filha mais velha de Fan e uma das irmãs mais novas de George
- Ryan-James Hatanaka como Detetive Abe Tamura (temporada 2–presente)
- Aadila Dosani como Amanda Bobbsey (temporada 2; convidada temporada 3), irmã gêmea de Gil e interesse amoroso de Ace[17]
- Praneet Akilla como Gil Bobbsey (temporada 2), irmão gêmeo de Amanda e interesse amoroso de Nancy[17]
- Anja Savcic como Odette Lamar (temporada 2), a herdeira francesa executada que era um espírito do mar vingativo, antes de habitar o corpo de George
- Rukiya Bernard como Valentina Samuels (temporada 2), uma repórter contratada para escrever matérias sobre a família Hudson
- Shannon Kook como Grant (temporada 2), o novo cozinheiro de linha do Crab Shack e meio-irmão de Ace
- Bo Martynowska como Temperance Hudson (temporada 3; convidada temporada 2), ancestral imortal de Nancy e ex-membro das Mulheres de Branco que pratica bruxaria
- Erica Cerra como Jean Rosario (temporada 3; convidada temporada 2), promotora de justiça
- John Harlan Kim como Agent Park (temporada 3), um agente do FBI
- Rachel Colwell como Addy Soctomah (temporada 3), uma mulher que trabalha para o centro juvenil de Ned e o interesse amoroso de Bess
- Olivia Taylor Dudley como Charity Hudson-Dow (temporada 3), filha falecida de Temperance. Dudley também retrata Temperance Hudson, depois que esta tirou o rosto de sua filha.

### Convidado
- Pamela Sue Martin como Harriet Grosset (temporada 1), um médium[18]
- Zibby Allen como Rita Howell (temporadas 1–2), um fantasma e vítima da Aglaeca
- Cecilia Grace Deacon como Autumn Curtis (temporadas 1–2), um fantasma que Nancy conheceu do lado de fora da casa de Claire
- Jaime M. Callica como Perry Barber (temporadas 1–2), um fantasma que Nancy conheceu do lado de fora da casa de Claire
- Luke Baines como John MacDonald (temporadas 1–2), um fantasma que acreditava que Nick era seu melhor amigo falecido.
- Tian Richards como Tom Swift (temporada 2), um inventor bilionário.
- LeVar Burton como Barclay (temporada 2), a IA de Tom.
- Jeryl Prescott Gallien como Millicent Nickerson (temporada 2), a mãe de Nick

## Episódios

### Resumo
| Temporada | Temporada | Episódios | Episódios | Originalmente exibido | Originalmente exibido |
| Temporada | Temporada | Episódios | Episódios | Estreia da temporada  | Final da temporada    |
| --------- | --------- | --------- | --------- | --------------------- | --------------------- |
|           | 1         | 18        | 18        | 9 de outubro de 2019  | 15 de abril de 2020   |
|           | 2         | 18        | 18        | 20 de janeiro de 2021 | 2 de junho de 2021    |
|           | 3         | 13        | 13        | 8 de outubro de 2021  | 28 de janeiro de 2022 |

### 1.ª temporada (2019–2020)
| N.º na série | N.º na temp. | Título                                                                    | Dirigido por      | Escrito por                                                                             | Exibição original       | Audiência (milhões) |
| --- | ------------ | ------------------------------------------------------------------------- | ----------------- | --------------------------------------------------------------------------------------- | ----------------------- | ------------------- |
| 1 | 1            | "Pilot" "(Piloto)"                                                        | Larry Teng        | História por : Noga Landau Roteiro por : Noga Landau & Josh Schwartz & Stephanie Savage | 9 de outubro de 2019    | 1,18                |
| Na cidade fictícia de Horseshoe Bay, Maine, a detetive adolescente aposentada Nancy Drew está passando o ano sabático trabalhando como garçonete no The Bayside Claw enquanto lida com a dor da morte de sua mãe Katherine. Tudo isso muda quando uma noite, ela e seus colegas George, Bess e Ace descobrem o corpo de Tiffany Hudson, esposa do empresário local Ryan Hudson. Quando o chefe de polícia tenta fixar o assassinato em Nancy, a quem ele despreza há anos, ela invade a casa de Ryan procurando evidências e encontra um medalhão escondido em um compartimento secreto. O medalhão contém uma referência a Lucy Sable, uma garota que foi morta dezenove anos atrás; Nancy, Bess e George contratam uma médium para contatar o espírito de Lucy e receber uma mensagem enigmática para "encontrar o vestido". Nancy descobre que seu pai está namorando secretamente uma policial, Karen Hart, e que seu namorado Nick cumpriu pena depois que Tiffany testemunhou contra ele no tribunal. Ela decide tentar descobrir quem matou Tiffany, com Bess, George e Nick entre seus possíveis suspeitos. Naquela noite, enquanto investiga no sótão, ela encontra o vestido manchado de sangue de Lucy em um baú trancado. |              |                                                                           |                   |                                                                                         |                         |                     |
| 2 | 2            | "The Secret of the Old Morgue" "(O Segredo do Velho Necrotério)"          | Larry Teng        | Noga Landau                                                                             | 16 de outubro de 2019   | 0,80                |
| Em um esforço para melhorar sua imagem pública, Ryan participa do Festival anual de água do mar da cidade, no qual um balde de água do mar é colocado do lado de fora para determinar se alguém vai morrer no próximo ano. Nancy descobre que a família Hudson providenciou para que o corpo de Tiffany fosse transferido para fora da cidade, então ela decide entrar no necrotério e pegar um pouco de sangue para ser analisado. Ela também espiona George, aprendendo sobre seu relacionamento secreto com Ryan. George, com raiva, se recusa a ajudar, culpando Nancy por sua reputação de "vagabunda" no ensino médio. Bess e Ace fingem ter problemas no carro para atrasar o transportador de Ryan, que se dá bem com Bess. Nancy recupera o sangue e algumas evidências relacionadas ao caso de Lucy, mas acidentalmente dispara o alarme; George de repente chega e esconde as mercadorias enquanto Nancy é presa. Carson concorda em representar Ryan, a fim de pagar a fiança de sua filha. Ele diz a ela que Nick não poderia saber a identidade de Tiffany desde que ela testemunhou atrás de uma tela. Mais tarde naquela noite, ele secretamente queima o vestido de Lucy na praia. George descobre que seu balde de água do mar virou sangue, um aviso de que a morte está prestes a acontecer. |              |                                                                           |                   |                                                                                         |                         |                     |
| 3 | 3            | "The Curse of the Dark Storm" "(A Maldição da Tempestade Sombria)"        | John Kretchmer    | Jesse Stern e Lisa Bao                                                                  | 23 de outubro de 2019   | 0,81                |
| Nancy descobre evidências de uma amizade secreta entre Tiffany e Nick. Ele explica que ela o visitava todas as semanas até sua libertação e deixou um relógio antigo no roadster da mãe de Nancy. Karen informa Nancy que as acusações contra ela serão retiradas se ela ajudar a construir um caso contra Nick. George é quase morto por vários "acidentes" e recebe a visita de uma mulher chamada Rita, que acabou morrendo várias décadas antes. Nick e Nancy seguem as pistas de Tiffany para Lilac Inn e encontram um cofre escondido contendo um cofre. Carson encontra uma impressão no sapato de Nancy combinando com o que ela deixou na pousada. Nancy revela os detalhes do relacionamento de Tiffany com Karen, para que Nick não seja tratado como suspeito. Nick confessa ao grupo que ele realmente matou alguém por acidente e encontra US $ 5 milhões em títulos ao portador no cofre, dinheiro que Nancy acredita que Tiffany deixou para ele. Ace a chama para buscar Bess, que acaba morando em uma van sozinha. Nancy a convida para ir morar e, enquanto a ajuda a arrumar as malas, encontra o anel de diamante de Tiffany no bolso do casaco de Bess. |              |                                                                           |                   |                                                                                         |                         |                     |
| 4 | 4            | "The Haunted Ring" "(O Anel Amaldiçoado)"                                 | Larry Teng        | Céline Geiger                                                                           | 30 de outubro de 2019   | 0,69                |
| Olhando para o passado de Bess, Nancy encontra um passaporte com o nome "Bess Turani" com sua foto. Bess é uma garota inglesa que acredita que os Marvins são seus parentes biológicos, mas não tem muita certeza. No dia do funeral de Tiffany, um fantasma ataca Bess na entrada da Garra, levando as meninas a se voltarem para a mãe clarividente de George, Victoria, que explica como realizar um ritual que selará o fantasma de Tiffany para sempre. A irmã de Tiffany, Laura Tandy, chega à cidade procurando aprender a verdade por trás de sua morte e recruta Ace, seu ex-namorado, para ajudar. No funeral, George consegue apenas completar parte do ritual devido a Bess se afastando de seu posto. Laura supera o elogio de Everett, pai de Ryan, tocando na última ligação de 911 de Tiffany e anunciando suas intenções de buscar justiça. Carson posteriormente informa a mídia que o relatório da autópsia de Tiffany é inconclusivo, irritando Ryan. Naquela noite, Ned descobre por uma câmera escondida que Laura arrombou sua garagem, e Nancy segue uma pista deixada por um fantasma na Keene High School, aparecendo uma foto de Lucy com Karen. O fracasso do ritual leva o espírito de Tiffany a possuir o corpo de George. |              |                                                                           |                   |                                                                                         |                         |                     |
| 5 | 5            | "The Case of the Wayward Spirit" "(O Caso do Espírito Perdido)"           | Claudia Yarmy     | Melinda Hsu Taylor & Katherine DiSavino                                                 | 6 de novembro de 2019   | 0.62                |
| Sob a influência do espírito de Tiffany, o comportamento de George se torna cada vez mais imprevisível. Victoria adverte o grupo que, a menos que um ritual de exorcismo seja realizado, ela acabará por consumir a força vital de George, apagando-a para sempre. O desenvolvedor local Owen Marvin contrata o Bayside Claw para fornecer serviços de catering para uma gala de caridade local, mas Bess pede a Nick para ir em seu lugar para evitar ter que lidar com sua família. Enquanto na gala, Nancy encontra Karen, que revela que Lucy morreu um ano depois de terminar abruptamente sua amizade. Ryan tem uma discussão com Owen, que George testemunha; Tiffany assume, rouba um vestido e uma faca e vai confrontá-lo. Victoria e Bess chegam, e apesar de Laura interromper o ritual, são capazes de bani-la. Ace e Nick forçam Laura a devolver o pen drive que ela roubou. Usando uma palavra de código dada a ele por Tiffany em seus momentos finais, Nick quebra a senha na unidade e encontra uma montanha de evidências compiladas contra os Hudsons, incluindo uma possível conexão com Owen. Owen ajuda Nancy a encontrar uma cápsula do tempo enterrada pela turma do ensino médio de Lucy, incluindo um vídeo dela com um adolescente Ryan. |              |                                                                           |                   |                                                                                         |                         |                     |
| 6 | 6            | "The Mystery of Blackwood Lodge" "(O Mistério da Pousada Blackwood)"      | Amanda Row        | Alex Taub & Andrea Thornton Bolden                                                      | 13 de novembro de 2019  | 0.73                |
| Um Ryan desesperado pede ajuda a Nancy. Em troca de concordar em roubar uma coleção de moedas romanas de valor inestimável para ele em um leilão no clube Velvet Masque, Nancy obriga Ryan a acompanhá-la para dentro do clube, normalmente fora dos limites para os locais. Bess e Lisbeth têm seu primeiro encontro, mas quando Lisbeth sai mais cedo, Bess fica arrasada. Para animá-la, George a leva em uma missão com Nick para se infiltrar no clube; os dois haviam deduzido anteriormente que as moedas estavam ligadas ao naufrágio de um navio de carga que matou o tio de Owen e planejam roubá-los para expor os Hudsons por seu suposto envolvimento. Owen busca as moedas pelo mesmo motivo e consegue expulsar o grupo antes de vencer o leilão. Nancy descobre que os pais de Ryan tiveram Carson, advogado pessoal de sua família em 1999, se livraram de Lucy para mantê-la longe do filho e para encobrir a descoberta de um caso entre o tio de Owen e a mãe de Ryan, Celia Hudson. Lisbeth dá a Bess um encontro de maquiagem e eles se beijam. Nancy revela que ela passou as moedas para Owen e recusa sua oferta de jantar, sem saber que Nick suspeita que ela esteja indo atrás das costas dele. |              |                                                                           |                   |                                                                                         |                         |                     |
| 7 | 7            | "The Tale of the Fallen Sea Queen" "(O Conto da Rainha do Mar Caído)"     | Rebecca Rodriguez | Erika Harrison & Katie Schwartz                                                         | 20 de novembro de 2019  | 0.73                |
| Victoria adverte o grupo para descartar as moedas, pois elas atraem espíritos malignos. Em vez disso, Nancy decide usá-los em uma sessão espírita para entrar em contato com o espírito de Lucy, para que ela possa finalmente responder a várias perguntas ferventes. Laura acusa abertamente o chefe McGinnis de encobrir a morte de Tiffany, forçando-o a entregar o caso às autoridades estaduais. Ace começa a suspeitar que Laura pode ser a assassina de Tiffany depois de saber que ela herdará o dinheiro de sua irmã, mas Nancy descobre seu acordo secreto com McGinnis, destruindo sua confiança. O contato de Nancy informa que as evidências que ela enviou a ele para análise desapareceram, então ela rastreia o meio-irmão de Lucy para obter o único outro item que pode ser usado para evocá-la, uma pulseira que ela usava antes de sua morte. Victoria está bêbada demais para ajudar, então o grupo realiza a sessão, destruindo as moedas no processo. Nick termina com Nancy depois por empurrá-lo para longe. Um espírito desconhecido é mostrado se comunicando com a irmã mais nova de George, Ted. Ace sai da cidade com Laura e sofre um grave acidente de carro, enquanto Nancy lida com seu crescente medo de que seu pai tenha matado Lucy. |              |                                                                           |                   |                                                                                         |                         |                     |
| 8 | 8            | "The Path of Shadows" "(O Caminho das Sombras)"                           | Alexis Ostrander  | Jesse Stern                                                                             | 4 de dezembro de 2019   | 0.68                |
| Ace é levado para o hospital e entra em coma. Nancy fala com o chefe McGinnis e, depois de revelar todas as interações dela e de suas amigas com o mundo espiritual, descobre que o espírito de Ace se separou de seu corpo devido ao trauma do acidente. McGinnis reúne Nancy, George e Carson para formar um círculo espiritual e enviar George para o mundo espiritual. Baseado na dedução de Nancy de que alguém intencionalmente violou o carro de Laura para provocar o acidente, Nick e Bess confrontam Lisbeth, que eles acham que pode ser o responsável. Lisbeth então fica limpa: ela é na verdade uma policial estadual disfarçada que investiga os Hudsons. George é incapaz de encontrar o espírito de Ace devido à energia negativa entre Nancy e Carson, então Nancy o limpa, fazendo-o prometer revelar tudo quando a cerimônia terminar. George encontra o espírito de Ace na forma de um garoto, mas ele permanece em coma. Nancy usa uma pista que George encontrou para expor o policial Rawley, o policial sujo responsável pelo acidente. Nancy e Lisbeth encenam um confronto para que Lisbeth possa manter sua cobertura. Quando George vai buscar Ted na lanchonete, ela a encontra desaparecida. |              |                                                                           |                   |                                                                                         |                         |                     |
| 9 | 9            | "The Hidden Staircase" "(A Escada Oculta)"                                | Shannon Kohli     | Melinda Hsu Taylor                                                                      | 11 de dezembro de 2019  | 0.74                |
| O desaparecimento de Ted revela semelhanças entre o sequestro e o de Rose Turnbull, a garota que Nancy resgatou em seu primeiro caso como detetive de 12 anos. Com base nisso, Nancy suspeita que quem levou Ted esteja ligado a Nathan Gomber, o homem que sequestrou Rose. O grupo se oferece para ajudar a encontrar Ted para manter o assunto em segredo, com Nancy e Carson visitando o antigo armazém de Gomber, George e Nick tentando decifrar uma nota passada por Gomber para sua única visita, Moira Baker, e Bess, recebendo Owen para recompensar. para obter dicas. A visita de Nancy faz com que ela perceba que há lacunas em sua memória desde a noite em que encontrou Rose - o resultado, ela acredita, de uma entidade chamada Simon que estava manipulando Gomber e agora quer a alma de Ted. George encontra um local para a loja de antiguidades de Moira e entra com Nick ao mesmo tempo em que Nancy encontra o santuário que Gomber construiu para Simon e o queima; Moira é pego e Ted é localizado por Nick. Quando Nancy vai ver Gomber uma última vez, ele diz que seus negócios com Simon estão longe de terminar. Bess revela seu segredo a Owen e o convence a autorizar um teste de DNA. Karen encontra o diário de Nancy e informa o chefe McGinnis, que testou a faca da morte de Lucy. As impressões digitais nele coincidem com as de Carson, e ele é preso e acusado de seu assassinato |              |                                                                           |                   |                                                                                         |                         |                     |
| 10 | 10           | "The Mark of the Poisoner's Pearl" "(A Marca da Pérola de Quem Envenena)" | Sydney Freeland   | Katherine DiSavino & Lisa Bao                                                           | 15 de janeiro de 2020   | 0.66                |
| Nancy recebe a notícia de um contato que Tiffany foi morta com um tipo raro de veneno. Owen conhece Bess e confirma que eles são primos de primeiro grau, fazendo dela uma Marvin biológica. Ele pede as moedas do enterro como parte de um plano para expor Everett Hudson por assassinar seu tio, mas quando Nick explica que elas foram destruídas, Bess inventa um esquema para usar Ryan, que está cada vez mais distante de sua família, como um meio de encontre outras evidências em potencial. A investigação de Nancy a leva a um caso antigo envolvendo um envenenador em série de quase dezessete anos antes. Ace a leva para seu pai, que trabalhou no caso e dá pistas de Nancy indicando que o assassino ainda está em Horseshoe Bay. Nancy faz um vídeo desafiando o assassino a segui-la; o assassino então a atrai para uma câmara de gás improvisada da qual Nick e George a resgatam apenas alguns segundos antes da morte. Ryan decide resolver o assunto com medo de que sua família vá atrás dos Marvin. Ace entrega o assassino à polícia, e Nancy decide ligar para o pai pela primeira vez em duas semanas, com o fantasma de Lucy olhando. |              |                                                                           |                   |                                                                                         |                         |                     |
| 11 | 11           | "The Phantom of Bonny Scot" "(O Fantasma do Bonny Scot)"                  | Ramsey Nickell    | Andrea Thornton Bolden & Katie Schwartz                                                 | 22 de janeiro de 2020   | 0.54                |
| Everett e Nancy fazem um acordo: se ela sabotar os esforços de Owen para expor os erros de sua família, ele ajudará a libertar seu pai da custódia. A amiga de George, Dawn, informa que a Garra de Bayside está sendo colocada no mercado, o que significa que ela perderá o único lugar que realmente considera em casa, a menos que consiga algum dinheiro rápido. Bess decide abraçar sua herança britânica em seu primeiro almoço com Diana Marvin; impressionada, Diana pede que ela se junte ao império corporativo da Marvin jantando com uma potencial nova parceira, Amaya Alston. Owen apresenta Nancy a Bashiir, o único sobrevivente do Bonny Scot. Ela descobre que Bashiir é assombrado pela culpa de seu sobrevivente, mas não está disposto a avançar por medo de deportação. Com a ajuda de Owen, Nancy arranja uma armadilha liderada por Lisbeth para levar Everett sob custódia. Ela também encontra arquivos na mansão da família Hudson, sugerindo que a mãe de Lucy teve algo a ver com sua morte. Nick diz a George que usará alguns de seus títulos para comprar a Garra, com ela como co-proprietária. Owen toma providências para ajudar Bashiir. Celia Hudson contata alguém na prisão estadual, ordenando que matem Carson. |              |                                                                           |                   |                                                                                         |                         |                     |
| 12 | 12           | "The Lady of Larkspur Lane" "(A Mulher de Larkspur Lane)"                 | Greg Beeman       | Erika Harrison                                                                          | 29 de janeiro de 2020   | 0.63                |
| Nancy leva George e Nick em uma tentativa de invadir Larkspur Lane, o asilo local onde a mãe de Lucy, Patricia, vive desde sua morte. Lá, eles descobrem uma infestação de fungos estranhos, enxames de insetos e um homem chamado Sal, que afirma que o prédio é assombrado pelos espíritos da família que morreu ali na década de 1870. Carson é quase esfaqueado na prisão antes de Ace conseguir fingir um pedido de transferência; ele leva Carson para sua própria casa e entra em contato com Karen para obter ajuda quando a polícia aparecer. Bess impressiona Amaya com sua inteligência e observações inteligentes. Sem evidências para provar que a vida de Carson está em perigo, Bess fecha um acordo com Ryan, oferecendo-lhe um favor da família Marvin em troca. As evidências de Ryan, juntamente com uma ligação de Amaya, são suficientes para libertar Carson da prisão antes de ser julgado. Nancy encontra Patricia, que mostra sinais de demência e diz a ela para encontrar "o livro do homem magro". Sal a direciona para a Whisper Box, onde os pertences da família são mantidos, mas depois aciona o alarme de incêndio. Nancy fica presa dentro da Whisper Box e cai em um sono profundo, acordando em um mundo de fantasia onde sua mãe está viva. |              |                                                                           |                   |                                                                                         |                         |                     |
| 13 | 13           | "The Whisper Box" "(Caixa de Sussurros)"                                  | Larry Teng        | Noga Landau & Alex Taub                                                                 | 5 de fevereiro de 2020  | 0.62                |
| Com a ajuda de Sal, Nick e os outros entram no asilo e tentam se comunicar com uma Nancy inconsciente. Percebendo que ela está presa em uma fantasia, Nancy recruta as versões imaginárias de suas amigas para ajudar a encontrar uma saída. De Ryan, eles recebem um quebra-cabeça que Nancy supostamente montou para si mesma, o que leva a um cemitério e uma chave misteriosa. A chave acaba sendo, no entanto, um arenque vermelho; Nancy descobre que a verdadeira saída é através de uma carta escrita por sua falecida mãe. Apesar de ser tentada a ficar e compensar todos os arrependimentos de sua vida, ela decide desistir e voltar ao mundo real. O grupo escapa quando o asilo queima, e Nancy se reúne com seu pai. Tendo encontrado um cartão-chave, ela visita a Sociedade Histórica local e descobre que ele abre um cofre colocado por Tiffany. Lá dentro, ela encontra uma gravação de um vídeo feito vários meses antes, onde Tiffany revela que alguém a estava seguindo antes que um fantasma apareça de repente e o vídeo é interrompido. Nancy percebe que Tiffany provavelmente foi morta por tentar descobrir quem matou Lucy Sable. |              |                                                                           |                   |                                                                                         |                         |                     |
| 14 | 14           | "The Sign of the Uninvited Guest" "(O Sinal de Quem Não Foi Convidado)"   | Amanda Row        | Katherine DiSavino                                                                      | 26 de fevereiro de 2020 | 0.59                |
| Patrice invade o The Claw, e seu filho Joshua, irmão de Lucy, vem buscá-la. Laura retorna para recolher sua herança e pede que Ace se mude com ela para Paris. Nancy segue em frente com seu plano de descobrir quem realmente matou Lucy ao fazer Ace hackear sua antiga conta de e-mail, que exibe mensagens entre ela e Ryan que revelam que eles deveriam se encontrar na noite em que ela morreu. Bess fica preocupada com o fato de Amaya ter um interesse romântico nela, que George diz a ela para terminar. Nancy leva o grupo, Laura, Karen e Ryan para o restaurante, onde ela os faz reencenar os eventos que levaram ao assassinato de Tiffany. A reconstituição leva a um grande avanço: uma salada envenenada que foi preparada para Ryan foi servida a Tiffany. Nancy toma isso como evidência de que o assassinato foi uma vingança por Ryan ter matado Lucy; Ryan foge depois de ver o fantasma de Lucy. Nancy visita Joshua para verificar o computador antigo de Lucy, mas rapidamente deduz que ele envenenou a salada. Quando ele tenta matá-la, ele acidentalmente se eletrocuta. Ace termina as coisas com Laura antes que ela saia. Quando a polícia chega, Joshua desaparece. |              |                                                                           |                   |                                                                                         |                         |                     |
| 15 | 15           | "The Terror of Horseshoe Bay" "(Terror em Horseshoe Bay)"                 | Katie Eastridge   | Jen Vestuto & Melissa Marlette                                                          | 4 de março de 2020      | 0.61                |
| Enquanto a polícia se prepara para encontrar Joshua, Nancy descobre que ainda falta um dia para a audiência probatória de seu pai. Ela e Owen conversam com o antigo colega de quarto de Ryan para obter informações sobre ele e Lucy. Nick e Ace visitam o pai de Ace, que saiu da aposentadoria para se juntar à força, e descobrem que o veneno usado para matar Tiffany foi roubado das evidências da polícia. Nancy deduz corretamente que Joshua tinha um cúmplice: Karen. Apesar de sua prisão, no entanto, Carson informa que ele precisa de evidências físicas reais para limpar seu nome. Owen, George e Bess vão à Sociedade Histórica e realizam pesquisas sobre o Agleaca, um espírito que supostamente concede o desejo do coração de quem o convoca, mas por um preço. O grupo realiza o ritual de convocação, e a Agleaca concede o desejo de Nancy, entregando os ossos de Lucy. Em troca, ele tenta reivindicar a vida de Owen, forçando George a quebrar a coroa de invocação. Ace esconde os ossos, Nick aceita a oferta de George para passar a noite em sua casa, e Owen e Nancy dormem juntos. No dia seguinte, Nancy tosse com a coroa rasgada, indicando que a Agleaca está descontente com sua recusa em honrar o acordo. |              |                                                                           |                   |                                                                                         |                         |                     |
| 16 | 16           | "The Haunting of Nancy Drew" "(A Assombração de Nancy Drew)"              | Ruben Garcia      | Noga Landau & Katie Schwartz                                                            | 11 de março de 2020     | 0.67                |
| Nancy traz seu amigo cientista forense para analisar os ossos de Lucy enquanto ela continua sua busca pelas evidências para limpar o nome de Carson. Durante os testes, o detetive Abe Tamura, o substituto de Karen, na força, chega com um mandado de busca no restaurante. Nick e George conseguem esconder os ossos a tempo, mas a experiência causa atrito entre eles. Nancy pega Ryan e o leva junto, enquanto ela questiona várias testemunhas, incluindo Everett e Karen, para tentar juntar as horas finais de Lucy. Eles visitam a casa dela de infância e encontram seu diário escondido nas paredes. Quando Nancy tem que testemunhar no julgamento de seu pai, ela revela a verdade: Lucy cometeu suicídio por desespero quando Everett a forçou a terminar as coisas com Ryan. Carson é liberado de todas as acusações. Enquanto limpam a lanchonete, George e Nick dão seus sentimentos e se beijam. Bess descobre que um dos ossos está faltando, sem saber que o detetive Tamura encontrou. O cientista dá a Nancy uma revelação de que ela confirma com o pai: Lucy se matou apenas depois de dar a ele e à esposa o bebê que ela teve com Ryan para criar por conta própria; Nancy é filha biológica de Lucy e Ryan. |              |                                                                           |                   |                                                                                         |                         |                     |
| 17 | 17           | "The Girl in the Locket" "(Garota no Medalhão)"                           | Larry Teng        | Melinda Hsu Taylor & Lisa Bao                                                           | 8 de abril de 2020      | 0.55                |
| A Agleaca continua a infligir visões aterrorizantes ao grupo, e Victoria informa que eles devem realizar outro ritual para se libertar de sua maldição. O único problema é que, para o ritual funcionar, Nancy deve oferecer a ela tanto o sangue quanto o sangue de um parente. Ela tenta ajudar Ryan, concordando em ajudá-lo em seus esforços para aprender sobre seu filho desaparecido. No entanto, quando Ryan admite que não quer ajudar Owen, Nancy o ataca com insultos e ele foge sem ela. Na festa de aniversário de Diana Marvin, Bess é informada de que ela deverá extrair informações de Lisbeth sobre seu trabalho policial em troca da aprovação de sua família pelo relacionamento. Ryan deduz a verdade e confronta Nancy; ela confessa que não quer que ele seja seu pai. Ryan, no entanto, sustenta sua parte da barganha e participa do ritual. Infelizmente, as visões só pioram. Nancy sugere, e Victoria confirma, que a Agleaca já foi uma humana que foi executada injustamente, e agora está enfurecida e deseja sangue. Quando o grupo percebe que Owen está desaparecido, eles encontram seu cadáver ensanguentado em uma banheira. |              |                                                                           |                   |                                                                                         |                         |                     |
| 18 | 18           | "The Clue in the Captain's Painting" "(A Pista na Pintura do Capitão)"    | Ramsey Nickell    | Erika Harrison & Jesse Stern                                                            | 15 de abril de 2020     | 0.49                |
| Nancy e o grupo se empenham em resolver o assassinato de Owen, acreditando que os Agleaca em breve também os encontrarão. Quando uma série destinada a chamar o espírito de Owen falha, Nancy e Ace visitam a Sociedade Histórica e descobrem que a Agleaca só vem depois de suas vítimas em grupos, o que significa que Owen foi morto por um humano vivo. Bess continua lutando com seu amor por Lisbeth e seu desejo de agradar sua família espionando sua namorada. George descobre que ela não pode ter intimidade com Nick e confronta Ryan, deixando claro que ela o culpa por tirar vantagem dela e distorcer sua ideia do que é o amor. Lisbeth compartilha algumas evidências com Nancy que lhe permitem deduzir que Joshua, seu tio biológico, é o assassino de Owen. Ela visita a avó e descobre que Joshua estava escondido na casa de repouso; antes que ele a mate, ela se revela como sua sobrinha, fazendo com que ele escorregue e quase caia até a morte antes de Ace o puxar. George finalmente decide que ela pode se permitir ser íntima novamente. A Agleaca envia a cada um do grupo uma visão de como eles vão morrer: George e Nick se afogam, Ace é empalado em um gancho de carne, Bess queima até a morte e Nancy morre da mesma maneira que sua mãe ao cair do penhasco onde ela tirou a própria vida.                                                                                           |              |                                                                           |                   |                                                                                         |                         |                     |

### 2.ª temporada (2021)
| N.º na série | N.º na temp. | Título                                                                           | Dirigido por     | Escrito por                                        | Exibição original       | Audiência (milhões) |
| --- | ------------ | -------------------------------------------------------------------------------- | ---------------- | -------------------------------------------------- | ----------------------- | ------------------- |
| 19 | 1            | "The Search for the Midnight Wraith" "(A Procura Pelo Espectro da Meia-noite)"   | Larry Teng       | Noga Landau & Melinda Hsu Taylor                   | 20 de janeiro de 2021   | 0.50                |
| Enquanto os amigos de Nancy traçam estratégias sobre como lidar com a maldição da Agleaca, Bess anuncia uma recompensa para quem puder fornecer informações. Ao mesmo tempo, uma garota chamada Amanda é encontrada gravemente ferida pela polícia, e Nancy fica sob suspeita depois que Amanda menciona seu nome. A gangue descobre que Amanda e seu irmão Gil estão de posse de um espelho de mão roubado da família Hudson que foi usado na primeira convocação da Agleaca e querem vendê-lo para eles. No entanto, Gil desapareceu, supostamente nas mãos de um espírito que habita a floresta conhecido como Gorham Wraith. O Drew Crew consegue encontrar Gil (após um encontro desagradável com Everett Hudson), mas o Wraith os prende. Nancy descobre que ele teme o fogo e o extingue com um isqueiro. A polícia a prende por posse de propriedade roubada, mas Ryan a resgata alegando que o espelho foi um presente. Ao quebrar o vidro do espelho, a turma encontra uma mensagem escondida embaixo que revela que a chave para derrotar a Agleaca pode ser encontrada em uma favela do mar. |              |                                                                                  |                  |                                                    |                         |                     |
| 20 | 2            | "The Reunion of Lost Souls" "(Os Encontros Das Almas Perdidas)"                  | Eduardo Sanchez  | Andrea Thornton Bolden                             | 27 de janeiro de 2021   | 0.40                |
| Um historiador informa a Nancy e sua turma que a única gravação preservada da favela do mar é um velho disco de vinil 45, de propriedade de Johnny Mac, um bêbado morto em um atropelamento em 1975. A busca do grupo pelo recorde atrai involuntariamente o espírito vingativo de Johnny; ele começa a emboscar e atacar Nick, chamando-o de "Buddy". Para complicar ainda mais as coisas, a chegada repentina da mãe de Nick, Millie, que quer que seu filho volte para a casa de sua família em Miami e questiona seu relacionamento com George. Nancy conecta Mac a um grupo de outros rapazes e moças que fizeram um acordo com a Agleaca na década de 70, mas morreram em acidentes estranhos no mesmo dia. A turma encontra o disco escondido em uma velha jukebox e, ao tocá-lo, consegue banir o espírito de Johnny antes que ele mate Nick. George e Nick se reconciliam com Millie, que concorda em deixar seu filho ficar no Maine. Uma análise do registro revela que a Agleaca era amante do ancestral de Bess, Douglas Marvin, que pode ter contribuído para sua morte. |              |                                                                                  |                  |                                                    |                         |                     |
| 21 | 3            | "The Secret of Solitary Scribe" "(O Segredo do Escritor Solitário)"              | Rachel Raimist   | Alex Taub                                          | 3 de fevereiro de 2021  | 0.46                |
| Bess conduz pesquisas sugerindo que pode ser possível desfazer a maldição da Agleaca devolvendo os ossos de Lucy ao mar. Nancy e Carson rastreiam AJ Crane, um solitário autor de romances de terror que por acaso é o único sobrevivente do incidente de 1975. Crane se recusa a ajudar, então Nancy rouba um talismã pendurado do lado de fora de sua casa e faz Hannah Gruen, da Sociedade Histórica, identificá-lo como um encanto poderoso que atrai espíritos malévolos. Crane é preso quando invade a casa de Nancy para recuperá-lo. Apesar de se opor à ideia de Bess de devolver os ossos, Nancy muda de ideia, mas a Agleaca rejeita os ossos. Crane escapa da custódia e tenta queimar Gruen viva, revelando que o acordo que ele fez foi para salvar a vida dela em 1975. Nancy conversa com ele, e Crane, resignado com seu destino, parte para morrer em um trágico acidente. A turma vasculha sua casa em busca de ferramentas para lutar contra a Agleaca. Nick e George dormem juntos pela primeira vez. Nancy, Carson e Ryan secretamente enterram os ossos de Lucy na floresta. |              |                                                                                  |                  |                                                    |                         |                     |
| 22 | 4            | "The Fate of the Buried Treasure" "(O Destino do Tesouro Enterrado)"             | Larry Teng       | Céline Geiger                                      | 10 de fevereiro de 2021 | 0.46                |
| Com o prazo final para a vingança da Agleaca se aproximando rapidamente, Nancy faz Ace levar Carson e Ryan para comprar uma caixa de dybbuk sagrada que pode supostamente prender o espírito. No caminho de volta, Carson incentiva Ryan a se conectar com sua filha. Nancy e Bess rastreiam um colar que pertenceu à Algeaca quando estava vivo, que foi dado por Douglas Marvin a sua segunda esposa, Agnes. Embora se acredite que Agnes enlouqueceu, Nancy descobre que foi presa pelo marido quando soube a verdade sobre o crime dele. O colar foi encontrado com base em uma cifra que Agnes escreveu antes de sua morte, junto com cartas incriminatórias. George e Bess lutam com as implicações de suas mortes iminentes e ambos são forçados a fazer as pazes com seus medos. A Algeaca destrói a caixa dybbuk e rejeita o apelo sincero de Nancy para poupá-los se eles conseguirem justiça por sua morte. Sem outras opções, a turma decide que a única esperança que eles têm de enganar a morte é matar a Agleaca. |              |                                                                                  |                  |                                                    |                         |                     |
| 23 | 5            | "The Drowned Woman" "(A Mulher Afogada)"                                         | Larry Teng       | Noga Landau & Melinda Hsu Taylor                   | 17 de fevereiro de 2021 | 0.43                |
| Um dia antes de suas mortes, Nancy e seus amigos planejam usar-se como isca para matar a Aglaeca, armando a areia de seus presságios. Desesperada, Nancy procura Hannah na Sociedade Histórica, onde Carson e Ryan preocupados a seguem. Nancy encontra areia do carro de Ryan e a divide para o grupo. Apesar de sobreviver, o espírito enfurecido envia uma nova visão da morte. Sem opções, eles passam suas horas finais resolvendo negócios inacabados; Ace contata seu irmão para proteger as testemunhas, Nick dá o flash drive de Tiffany para Ryan para matar sua família e Nancy perdoa Carson. Suas palavras ajudam Nancy a perceber quem foi a Aglaeca; Odette. O grupo recita as cartas de amor que escreveu a uma inglesa que devolve a Aglaeca a Odette, até que uma explosão acontece; deixando George empalado por um arpão. Ela morre nos braços de Nick e, perturbada, Nancy rouba uma mortalha de Hannah que pode ressuscitá-la. Ela abre as caixas e Hannah a avisa sobre as consequências. A mortalha revive George e eles comemoram, até que George percebe que Odette ainda está presente e Nancy descobre que as caixas fechadas que ela abriu liberaram mais espíritos para a cidade.                                                                                                 |              |                                                                                  |                  |                                                    |                         |                     |
| 24 | 6            | "The Riddle of the Broken Doll" "(O Mistério do Boneco Quebrado)"                | Larry Teng       | Erika Harrison & Andrea Thornton Bolden            | 24 de fevereiro de 2021 | 0.53                |
| Duas semanas após a Aglacea, Nancy encontra um cadáver cujas partes do corpo são costuradas no necrotério em que ela trabalha para serviços comunitários. O detetive Tamura a dispensa e ela volta para casa para encontrar o corpo. O grupo chega, realizando uma autópsia e encontra insetos dentro. O legista Connor e seu filho Leo chegam para recuperá-lo até que Nancy percebe que o cadáver está vivo. Depois de resgatá-los, Hannah Gruen descobre que é uma lâmia, que caça humanos a partir de uma chave de caixa fechada na casa onde o corpo foi encontrado. A caixa pertencia a uma das Mulheres de Branco, que realizava um ritual para separar a lâmia de seu navio depois que doze crianças foram mortas. Como Nancy quebrou o sistema de segurança da Sociedade Histórica, a lâmia foi libertada. O grupo determina que suas vítimas são a fraqueza da lâmia quando Charles, o fantasma de uma vítima, habita o brinquedo de Leo. A lâmia enfeitiça as irmãs de George até que Nancy realize o ritual auxiliada pelos espíritos das doze crianças, derrotando a lâmia. Connor encobre a verdade de Tamura, Nancy concorda em ser a investigadora de Carson e George descobre que Odette a está possuindo.                                                                                     |              |                                                                                  |                  |                                                    |                         |                     |
| 25 | 7            | "The Legend of the Murder Hotel" "(A Lenda do Hotel da Morte)"                   | Roxanne Benjamin | Katherine DiSavino                                 | 10 de março de 2021     | 0.52                |
| Três jogadoras de voleibol confundem sua nova recruta, Jen, enviando-a para um quarto mal-assombrado no Hotel Breaker. Quando Jen desaparece, elas pedem ajuda a Nancy. Nancy aprende sobre as origens sobrenaturais da sala. George falha ao tentar exorcizar Odette. Nick está preocupando Ryan, possivelmente deixando Everett saber que ele está atrás dele, levando Ryan a recorrer a Carson. Se Everett descobrir, ele será cortado e deixará a empresa para Nancy. Ryan teme que Everett a mate antes que ela desmantele a empresa. George, Bess e Nancy encontram uma porta secreta na sala, deduzindo que Jen deve ter escapado, percebendo que a sala assombrada é falsa. Ace pede a Amanda Bobbsey, que trabalha no hotel, para uma filmagem da porta. As meninas assistem Jen escalando e George como Odette ajudando-a, revelando sua posse. Eles a rastreiam durante o desaparecimento e Nancy encontra Jen em uma rodoviária, convencendo-a a retornar após expressar suas próprias crises de identidade. Nancy quase preenche um formulário de faculdade para Columbia, George pede a Bess para manter Odette possuindo-a de Nick, Ryan aceita um emprego de Everett para manter Nancy segura. Ace flerta com Amanda, mas encontra um homem que afirma ser o marido de Bess procurando por ela. |              |                                                                                  |                  |                                                    |                         |                     |
| 26 | 8            | "The Quest for the Spider Sapphire" "(A Busca Pelo Relógio de Safira)"           | Roxanne Benjamin | Lisa Bao                                           | 17 de março de 2021     | 0.41                |
| 27 | 9            | "The Bargain of the Blood Shroud" "(A Barganha Pelo Manto de Sangue)"            | Amanda Row       | Alex Taub                                          | 24 de março de 2021     | 0.42                |
| 28 | 10           | "The Spell of the Burning Bride" "(A Maldição da Noiva em Chamas)"               | Amanda Row       | Jesse Stern                                        | 31 de março de 2021     | 0.38                |
| 29 | 11           | "The Scourge of the Forgotten Rune" "(A Marca da Runa Esquecida)"                | Kristin Lehman   | Katie Schwartz                                     | 7 de abril de 2021      | 0.63                |
| 30 | 12           | "The Trail of the Missing Witness" "(O Rastro da Testemunha Desaparecida)"       | Kristin Lehman   | Jen Vestuto & Melissa Marlette                     | 14 de abril de 2021     | 0.61                |
| 31 | 13           | "The Beacon of Moonstone Island" "(O Farol Da Ilha Moonstone)"                   | Ruben Garcia     | Céline Geiger                                      | 28 de abril de 2021     | 0.47                |
| 32 | 14           | "The Siege of the Unseen Specter" "(O Cerco Do Espectro Oculto)"                 | Ramsey Nickell   | Andrea Thornton Bolden & Lisa Bao                  | 5 de maio de 2021       | 0.44                |
| 33 | 15           | "The Celestial Visitor" "(O Visitante Celestial)"                                | Ruben Garcia     | Melinda Hsu Taylor & Noga Landau & Cameron Johnson | 12 de maio de 2021      | 0.46                |
| 34 | 16           | "The Purloined Keys" "(As Chaves Roubadas)"                                      | Jeff W. Byrd     | Jesse Stern & Katherine DiSavino                   | 19 de maio de 2021      | 0.41                |
| 35 | 17           | "The Judgement of the Perilous Captive" "(O Julgamento Do Prisioneiro Perigoso)" | Jeff W. Byrd     | Erika Harrison                                     | 26 de maio de 2021      | 0.39                |
| 36 | 18           | "The Echo of Lost Tears" "(O Eco das Lágrimas Perdidas)"                         | Amanda Row       | Noga Landau & Katie Schwartz                       | 2 de junho de 2021      | 0.49                |

### 3.ª temporada (2021–2022)
| N.º na série | N.º na temp. | Título                                                                         | Dirigido por    | Escrito por                            | Exibição original      | Audiência (milhões) |
| ------------ | ------------ | ------------------------------------------------------------------------------ | --------------- | -------------------------------------- | ---------------------- | ------------------- |
| 37           | 1            | "The Warning of the Frozen Heart" "(A Chegada do Congelador de Corações)"      | Amanda Row      | Noga Landau e Melinda Hsu Taylor       | 8 de outubro de 2021   | 0.42                |
| 38           | 2            | "The Journey of the Dangerous Mind" "(A Jornada das Mentes Perigosas)"         | Amanda Row      | Céline Geiger & Andrea Thornton Bolden | 15 de outubro de 2021  | 0.33                |
| 39           | 3            | "The Testimony of the Executed Man" "(O Testemunho do Homem Executado)"        | Shannon Kohli   | Jesse Stern                            | 22 de outubro de 2021  | 0.34                |
| 40           | 4            | "The Demon of Piper Beach" "(O Demônio da Praia Piper)"                        | Clara Aranovich | Erika Harrison & Katharine DiSavino    | 29 de outubro de 2021  | 0.34                |
| 41           | 5            | "The Vision of the Birchwood Prisoner" "(A Visão do Prisioneiro de Birchwood)" | Ruben Garcia    | Melinda Hsu Taylor e Leilani Terrell   | 5 de novembro de 2021  | 0.30                |
| 42           | 6            | "The Myth of the Ensnared Hunter" "(O Mito do Caçador Capturado)"              | Ruben Garcia    | Lisa Bao                               | 12 de novembro de 2021 | 0.33                |
| 43           | 7            | "The Gambit of the Tangled Souls" "(O Plano das Almas Entrelaçadas)"           | Larry Teng      | Jen Vestuto & Melissa Marlette         | 19 de novembro de 2021 | 0.35                |
| 44           | 8            | "The Burning of the Sorrows" "(A Ardência das Mágoas)"                         | Larry Teng      | Katie Schwartz                         | 3 de dezembro de 2021  | 0.28                |
| 45           | 9            | "The Voices in the Frost" "(As Vozes na Geada)"                                | Scott Wolf      | Katherine DiSavino                     | 10 de dezembro de 2021 | 0.29                |
| 46           | 10           | "The Confession of the Long Night" "(A Confissão da Longa Noite)"              | Jesse Ellis     | Andrea Thornton Bolden                 | 7 de janeiro de 2022   | 0.45                |
| 47           | 11           | "The Spellbound Juror" "(O Jurado Enfeitiçado)"                                | Larry Teng      | Céline Geiger                          | 14 de janeiro de 2022  | 0.40                |
| 48           | 12           | "The Witch Tree Symbol" "(O Símbolo da Árvore da Bruxa)"                       | Larry Teng      | Erika Harrison                         | 21 de janeiro de 2022  | 0.47                |
| 49           | 13           | "The Ransom of the Forsaken Soul" "(O Resgate da Alma Destituída)"             | Larry Teng      | Noga Landau & Alex Taub                | 28 de janeiro de 2022  | 0.35                |

## Produção

### Desenvolvimento
Em setembro de 2018, a CW anunciou que Josh Schwartz e Stephanie Savage estavam desenvolvendo uma nova série de Nancy Drew. A CW anunciou que o projeto foi escolhido para a série em 7 de maio de 2019. Em 16 de maio de 2019, a CW lançou o primeiro trailer oficial da série. A série estreou em 9 de outubro de 2019. No dia 25 de outubro de 2019, a série teve uma encomenda completa de 22 episódios para a primeira temporada. No dia 7 de janeiro de 2020, a série foi renovada para uma segunda temporada que estreou em 20 de janeiro de 2021. Em 3 de fevereiro de 2021, a The CW renovou a série para uma terceira temporada que estreou em 8 de outubro de 2021. Em 22 de março de 2022, a série foi renovada para uma quarta temporada.

### Escolha de elenco
No início de 2019, o piloto foi escalado com Kennedy McMann como o personagem-título, Tunji Kasim como Ned "Nick" Nickerson, Alex Saxon como Ace, Leah Lewis como George, Maddison Jaizani como Bess, e Freddie Prinze Jr. como o pai de Nancy, Carson Drew. Pamela Sue Martin, que interpretou Nancy Drew na série de 1970 Os Hardy Boys / Nancy Drew Mysteries, foi escalada como Harriet Grosset para o piloto em abril de 2019. Em 9 de maio de 2019, foi anunciado que Scott Wolf havia substituído Prinze no papel de Carson Drew. Riley Smith se juntou ao elenco como Ryan Hudson em 16 de maio de 2019. Em 28 de outubro de 2019, Miles Gaston Villanueva foi escalado para um papel recorrente.
Em 11 de dezembro de 2020, Aadila Dosani e Praneet Akilla foram escalados para um papel recorrente como Amanda Bobbsey e Gil Bobbsey respectivamente na segunda temporada.

### Filmagens
A fotografia principal da primeira temporada começou em 22 de julho de 2019 e terminou em 17 de abril de 2020, em Vancouver, Columbia Britânica. Em 12 de março de 2020, a produção da série foi suspensa devido a pandemia de COVID-19 no Canadá. Entretanto, em 14 de abril de 2020 foi revelado que o episódio 18 foi usado como final da primeira temporada. As filmagens da segunda temporada iniciaram em 29 de setembro de 2020. Entretanto, foram suspensas novamente devido a atrasos no processamento de testes de COVID-19; mas foram retomadas novamente na semana seguinte. A produção da segunda temporada terminou em 29 de abril de 2021. A produção da terceira temporada iniciou em 13 de julho de 2021 e terminou em 9 de dezembro de 2021.

## Transmissão
A HBO Max e Paramount+ adquiriram os direitos de transmissão da série nos Estados Unidos com as temporadas disponíveis alguns dias após o final de temporada ir ao ar. No Brasil, a Globoplay possui os direitos de transmissão via streaming, a primeira temporada lançou em 5 de junho de 2020, a segunda temporada lançou em 26 de junho de 2021 e a terceira  temporada foi lançada em 24 de fevereiro de 2022.

## Recepção

### Crítica
No agregador de críticas Rotten Tomatoes, Nancy Drew possui uma classificação de aprovação de 53% com base em 30 avaliações, com uma classificação média de 7,31 / 10. O consenso crítico do site diz: "Um atraente conjunto estético e promissor não consegue animar Nancy Drew, um mistério excessivamente triste e infelizmente brando que segue muito de perto os passos dos programas que deseja ser". No Metacritic, ele tem uma pontuação média ponderada de 55 em 100, com base em 10 críticos, indicando "críticas mistas ou médias".

### Audiência
| Temporada | Horário (ET)           | Episódios | Primeira exibição     | Primeira exibição   | Última exibição       | Última exibição     | Rank | Méd. audiência (milhões) |
| Temporada | Horário (ET)           | Episódios | Data                  | Audiência (milhões) | Data                  | Audiência (milhões) | Rank | Méd. audiência (milhões) |
| --------- | ---------------------- | --------- | --------------------- | ------------------- | --------------------- | ------------------- | ---- | ------------------------ |
| 1         | Quarta-feira às 21:00h | 18        | 9 de outubro de 2019  | 1.18                | 15 de abril de 2020   | 0.49                | 126  | 1.25                     |
| 2         | Quarta-feira às 21:00h | 18        | 20 de janeiro de 2021 | 0.50                | 2 de junho de 2021    | 0.49                | 148  | 0.86                     |
| 3         | Sexta-feira às 21:00h  | 13        | 8 de outubro de 2021  | 0.42                | 28 de janeiro de 2022 | 0.35                | ASD  | ASD                      |

#### 1.ª temporada
| №  | Título                               | Exibição original       | Rating/share (18–49) | Audiência (em milhões) | DVR (18–49) | Audiência em DVR (milhões) | Total (18–49) | Audiência total (em milhões) |
| -- | ------------------------------------ | ----------------------- | -------------------- | ---------------------- | ----------- | -------------------------- | ------------- | ---------------------------- |
| 1  | "Pilot"                              | 9 de outubro de 2019    | 0,3/2                | 1,18                   | 0,3         | 0,97                       | 0,6           | 2,14                         |
| 2  | "The Secret of the Old Morgue"       | 16 de outubro de 2019   | 0,2/1                | 0,80                   | 0,2         | 0,73                       | 0,4           | 1,53                         |
| 3  | "The Curse of the Dark Storm"        | 13 de outubro de 2019   | 0,2/1                | 0,81                   | 0,2         | 0,64                       | 0,4           | 1,45                         |
| 4  | "The Haunted Ring"                   | 30 de outubro de 2019   | 0,1/1                | 0,69                   | 0,3         | 0,68                       | 0,4           | 1,36                         |
| 5  | "The Case of the Wayward Spirit"     | 6 de novembro de 2019   | 0,1/1                | 0,62                   | 0,3         | 0,58                       | 0,4           | 1,20                         |
| 6  | "The Mystery of Blackwood Lodge"     | 13 de novembro de 2019  | 0,2/1                | 0,73                   | 0,2         | 0,63                       | 0,4           | 1,36                         |
| 7  | "The Tale of the Fallen Sea Queen"   | 20 de novembro de 2019  | 0,2/1                | 0,73                   | 0,2         | 0,55                       | 0,4           | 1,28                         |
| 8  | "The Path of Shadows"                | 4 de dezembro de 2019   | 0,2/1                | 0,68                   | 0,2         | 0,55                       | 0,4           | 1,23                         |
| 9  | "The Hidden Staircase"               | 11 de dezembro de 2019  | 0,1/1                | 0,74                   | 0,2         | 0,50                       | 0,3           | 1,24                         |
| 10 | "The Mark of the Poisoner's Pearl"   | 15 de janeiro de 2020   | 0.1/1                | 0.66                   | 0.1         | 0.52                       | 0.2           | 1.18                         |
| 11 | "The Phantom of Bonny Scot"          | 22 de janeiro de 2020   | 0.1/1                | 0.54                   | 0.1         | 0.50                       | 0.2           | 1.04                         |
| 12 | "The Lady of Larkspur Lane"          | 29 de janeiro de 2020   | 0.1/1                | 0.63                   | 0.1         | 0.50                       | 0.2           | 1.13                         |
| 13 | "The Whisper Box"                    | 5 de fevereiro de 2020  | 0.1                  | 0.62                   | 0.2         | 0.46                       | 0.3           | 1.08                         |
| 14 | "The Sign of the Uninvited Guest"    | 26 de fevereiro de 2020 | 0.1                  | 0.59                   | 0.1         | 0.49                       | 0.2           | 1.08                         |
| 15 | "The Terror of Horseshoe Bay"        | 4 de março de 2020      | 0.1                  | 0.61                   | 0.2         | 0.56                       | 0.3           | 1.17                         |
| 16 | "The Haunting of Nancy Drew"         | 11 de março de 2020     | 0.1                  | 0.67                   | 0.2         | 0.47                       | 0.3           | 1.14                         |
| 17 | "The Girl in the Locket"             | 8 de abril de 2020      | 0.1                  | 0.55                   | 0.1         | 0.38                       | 0.2           | 0.93                         |
| 18 | "The Clue in the Captain's Painting" | 15 de abril de 2020     | 0.1                  | 0.49                   | 0.1         | 0.45                       | 0.2           | 0.94                         |

#### 2.ª temporada
| №  | Título                                  | Exibição original       | Rating/share (18–49) | Audiência (em milhões) | DVR (18–49) | Audiência em DVR (milhões) | Total (18–49) | Audiência total (em milhões) |
| -- | --------------------------------------- | ----------------------- | -------------------- | ---------------------- | ----------- | -------------------------- | ------------- | ---------------------------- |
| 1  | "The Search for the Midnight Wraith"    | 20 de janeiro de 2021   | 0.1                  | 0.50                   | 0.1         | 0.27                       | 0.2           | 0.77                         |
| 2  | "The Reunion of Last Souls"             | 27 de janeiro de 2021   | 0.1                  | 0.40                   | N/A         | N/A                        | N/A           | N/A                          |
| 3  | "The Secret of Solitary Scribe"         | 3 de fevereiro de 2021  | 0.1                  | 0.46                   | 0.1         | 0.34                       | 0.2           | 0.80                         |
| 4  | "The Fate of the Buried Treasure"       | 10 de fevereiro de 2021 | 0.1                  | 0.46                   | N/A         | N/A                        | N/A           | N/A                          |
| 5  | "The Drowned Woman"                     | 17 de fevereiro de 2021 | 0.1                  | 0.43                   | N/A         | N/A                        | N/A           | N/A                          |
| 6  | "The Riddle of the Broken Doll"         | 24 de fevereiro de 2021 | 0.1                  | 0.53                   | N/A         | N/A                        | N/A           | N/A                          |
| 7  | "The Legend of the Murder Hotel"        | 10 de março de 2021     | 0.1                  | 0.52                   | N/A         | N/A                        | N/A           | N/A                          |
| 8  | "The Quest for the Spider Sapphire"     | 17 de março de 2021     | 0.1                  | 0.41                   | N/A         | N/A                        | N/A           | N/A                          |
| 9  | "The Bargain of the Blood Shroud"       | 24 de março de 2021     | 0.1                  | 0.42                   | N/A         | N/A                        | N/A           | N/A                          |
| 10 | "The Spell of the Burning Bride"        | 31 de março de 2021     | 0.1                  | 0.38                   | 0.1         | 0.23                       | 0.2           | 0.60                         |
| 11 | "The Scourge of the Forgotten Rune"     | 7 de abril de 2021      | 0.1                  | 0.63                   | 0.1         | 0.38                       | 0.2           | 1.01                         |
| 12 | "The Trail of the Missing Witness"      | 14 de abril de 2021     | 0.1                  | 0.61                   | 0.1         | 0.42                       | 0.2           | 1.03                         |
| 13 | "The Beacon of Moonstone Island"        | 28 de abril de 2021     | 0.1                  | 0.47                   | 0.1         | 0.37                       | 0.2           | 0.86                         |
| 14 | "The Siege of the Unseen Specter"       | 5 de maio de 2021       | 0.1                  | 0.44                   | 0.1         | 0.38                       | 0.2           | 0.82                         |
| 15 | "The Celestial Visitor"                 | 12 de maio de 2021      | 0.1                  | 0.46                   | 0.1         | 0.41                       | 0.2           | 0.87                         |
| 16 | "The Purloined Keys"                    | 19 de maio de 2021      | 0.1                  | 0.41                   | 0.1         | 0.42                       | 0.2           | 0.82                         |
| 17 | "The Judgement of the Perilous Captive" | 26 de maio de 2021      | 0.1                  | 0.39                   | 0.1         | 0.43                       | 0.2           | 0.82                         |
| 18 | "The Echo of Lost Tears"                | 2 de junho de 2021      | 0.1                  | 0.49                   | 0.1         | 0.51                       | 0.2           | 0.99                         |

#### 3.ª temporada
| №  | Título                                 | Exibição original      | Rating/share (18–49) | Audiência (em milhões) | DVR (18–49) | Audiência em DVR (milhões) | Total (18–49) | Audiência total (em milhões) |
| -- | -------------------------------------- | ---------------------- | -------------------- | ---------------------- | ----------- | -------------------------- | ------------- | ---------------------------- |
| 1  | "The Warning of the Frozen Heart"      | 8 de outubro de 2021   | 0.1                  | 0.42                   | N/A         | N/A                        | N/A           | N/A                          |
| 2  | "The Journey of the Dangerous Mind"    | 15 de outubro de 2021  | 0.1                  | 0.33                   | N/A         | N/A                        | N/A           | N/A                          |
| 3  | "The Testimony of the Executed Man"    | 22 de outubro de 2021  | 0.1                  | 0.34                   | 0.1         | 0.29                       | 0.1           | 0.63                         |
| 4  | "The Demon of Piper Beach"             | 29 de outubro de 2021  | 0.1                  | 0.34                   | N/A         | N/A                        | N/A           | N/A                          |
| 5  | "The Vision of the Birchwood Prisoner" | 5 de novembro de 2021  | 0.0                  | 0.30                   | N/A         | N/A                        | N/A           | N/A                          |
| 6  | "The Myth of the Ensnared Hunter"      | 12 de novembro de 2021 | 0.0                  | 0.33                   | N/A         | N/A                        | N/A           | N/A                          |
| 7  | "The Gambit of the Tangled Souls"      | 19 de novembro de 2021 | 0.0                  | 0.35                   | N/A         | N/A                        | N/A           | N/A                          |
| 8  | "The Burning of the Sorrows"           | 3 de dezembro de 2021  | 0.0                  | 0.28                   | 0.1         | 0.40                       | 0.1           | 0.68                         |
| 9  | "The Voices in the Frost"              | 10 de dezembro de 2021 | 0.1                  | 0.29                   | 0.1         | 0.38                       | 0.2           | 0.67                         |
| 10 | "The Confession of the Long Night"     | 7 de janeiro de 2022   | 0.1                  | 0.45                   | N/A         | N/A                        | N/A           | N/A                          |
| 11 | "The Spellbound Juror"                 | 14 de janeiro de 2022  | 0.1                  | 0.40                   | N/A         | N/A                        | N/A           | N/A                          |
| 12 | "The Witch Tree Symbol"                | 21 de janeiro de 2022  | 0.1                  | 0.47                   | N/A         | N/A                        | N/A           | N/A                          |
| 13 | "The Ransom of the Forsaken Soul"      | 28 de janeiro de 2022  | 0.1                  | 0.35                   | N/A         | N/A                        | N/A           | N/A                          |

## Spin-off
Em 28 de outubro de 2020, foi anunciado que The CW está desenvolvendo um spin-off intitulado Tom Swift e fará parte do "Drew-niverse". A série é baseada na série de livros de mesmo nome e é criada por Melinda Hsu Taylor, Noga Landau e Cameron Johnson. Em 26 de janeiro de 2021, Tian Richards foi escalado para o papel titular. Em 8 de fevereiro de 2020, foi anunciado que Ruben Garcia irá dirigir o episódio piloto. Em 11 de maio de 2021, LeVar Burton se juntou ao elenco principal para dar voz a um AI chamado Barclay. Em 30 de agosto de 2021, Tom Swift recebeu uma ordem de produção e deve estrear durante a temporada de televisão de 2021–22. Em fevereiro de 2022, Ashleigh Murray se juntou ao elenco como Zenzi Fullerton. Mais tarde naquele mês, Marquise Vilsón, April Parker Jones e Albert Mwangi se juntaram ao elenco regular nos papéis de Isaac Vega, Lorraine Swift e Rowan, respectivamente. Em março de 2022, Ward Horton foi escalado em um papel recorrente. No mesmo mês, a série ganhou uma data de estreia sendo em 31 de maio de 2022.